# Czeladź
Czeladź este un oraș în Polonia.